# Albinaria fulvula
Albinaria fulvula is een slakkensoort uit de familie van de Clausiliidae. De wetenschappelijke naam van de soort is voor het eerst geldig gepubliceerd in 1988 door Flach.